# Штубен (Доња Саксонија)
Штубен град је у њемачкој савезној држави Доња Саксонија. Једно је од 57 општинских средишта округа Куксхафен. Према процјени из 2010. у граду је живјело 1.503 становника. Посједује регионалну шифру (AGS) 3352053.

## Географски и демографски подаци
Штубен се налази у савезној држави Доња Саксонија у округу Куксхафен. Град се налази на надморској висини од 14 метара. Површина општине износи 8,6 km². У самом граду је, према процјени из 2010. године, живјело 1.503 становника. Просјечна густина становништва износи 174 становника/km².